# Тен-Брук (Кентуккі)
Тен-Брук (англ. Ten Broeck) — місто (англ. city) в США, в окрузі Джефферсон штату Кентуккі. Населення — 99 осіб (2020).

## Географія
Тен-Брук розташований за координатами 38°17′52″ пн. ш. 85°34′41″ зх. д. / 38.29778° пн. ш. 85.57806° зх. д. (38.297653, -85.577982).  За даними Бюро перепису населення США в 2010 році місто мало площу 0,57 км², з яких 0,56 км² — суходіл та 0,01 км² — водойми.

## Демографія
Згідно з переписом 2010 року, у місті мешкали 103 особи в 44 домогосподарствах у складі 38 родин. Густота населення становила 181 особа/км².  Було 47 помешкань (83/км²).
Расовий склад населення:
| - 92,2 % — білих - 2,9 % — чорних або афроамериканців - 2,9 % — азіатів |

До двох чи більше рас належало 1,9 %. Частка іспаномовних становила 0,0 % від усіх жителів.
За віковим діапазоном населення розподілялося таким чином: 15,5 % — особи молодші 18 років, 55,4 % — особи у віці 18—64 років, 29,1 % — особи у віці 65 років та старші. Медіана віку мешканця становила 54,8 року. На 100 осіб жіночої статі у місті припадало 94,3 чоловіків;  на 100 жінок у віці від 18 років та старших — 93,3 чоловіків також старших 18 років.
Середній дохід на одне домашнє господарство  становив 157 896 доларів США (медіана — 123 125), а середній дохід на одну сім'ю — 171 903 долари (медіана — 123 125). 
Цивільне працевлаштоване населення становило 53 особи. Основні галузі зайнятості: освіта, охорона здоров'я та соціальна допомога — 37,7 %, фінанси, страхування та нерухомість — 26,4 %, виробництво — 9,4 %, мистецтво, розваги та відпочинок — 9,4 %.